# Kabinett Kandil
Das Kabinett des ägyptischen Ministerpräsidenten Hischam Kandil wurde am 2. August 2012 vorgestellt. Kandil wurde durch Präsident Mohammed Mursi ernannt, nach dem Abtritt des vom Militärrat ernannten Premiers Kamal Ganzuri und seines Kabinetts. 
Im Zuge des Militärputsches vom 3. Juli 2013 konnte das Kabinett Kandil seine Arbeit nicht mehr regulär fortsetzen. Am 9. Juli ist Hischam Kandils Nachfolger Hasim al-Beblawi zum Ministerpräsidenten ernannt worden; das Nachfolgekabinett unter dessen Führung wurde am 16. Juli 2013 vereidigt.
Das Kabinett Kandil bestand aus 35 Ministerien. Die Zusammensetzung der Regierung umfasste überwiegend Technokraten, darunter Mitglieder der Freiheits- und Gerechtigkeitspartei (Muslimbrüder), der gemäßigten al-Wasat-Partei, der Zivilisationspartei und der salafistischen el-Nahda-Partei.
Nach den Rücktritten des Transportministers Mohamed Raschad al-Matini am 17. November 2012, des Ministers für Kommunikation und Informationstechnik Hani Mahmoud am 25. Dezember 2012 und des Ministers für parlamentarische Angelegenheiten Mohamed Mahsub am 27. Dezember 2012 erfolgte am 5. Januar 2013 eine Kabinettsumbildung, bei der zehn Ministerämter neu besetzt wurden. Die Vereidigung der neuen Regierungsmitglieder fand am 6. Januar statt. In diesem Zeitraum wappnete sich die Regierung Mursi für anstehende Verhandlungen mit dem Internationalen Währungsfonds und Wirtschaftsreformen.
Am 7. Mai 2013 wurde abermals eine Kabinettsumbildung durchgeführt, bei der neun Minister ausgetauscht wurden. Dieser Schritt wurde unter anderem durch den Rücktritt des Justizministers Ahmed Mekki am 21. April erforderlich, der sich geweigert hatte, auf Antrag der Muslimbruderschaft den Justizapparat zu „säubern“. Doch nicht nur der Justizminister sollte alsbald ersetzt werden. Offensichtlich veranlasste eine gewisse Unzufriedenheit über den Zwischenstand der Verhandlungen mit dem Internationalen Währungsfonds Präsident Mursi und Premierminister Kandil, den Minister für Planung und internationale Zusammenarbeit sowie den Finanzminister zu ersetzen. Auch der Minister, der zuletzt für Investitionen zuständig war, hat sein Amt nicht behalten. Noch am Tag der Kabinettsumbildung sind die neuen Minister vereidigt worden.

## Regierungsmitglieder
| Amt | Name | Partei                       |
| --- | --- | ---------------------------- |
| Ministerpräsident                                                                                            | Hischam Kandil | Unabhängig                   |
| Ministerium für Landwirtschaft und Anbau                                                                     | Salah Muhammad Abdel-Mo'men Khalil (bis 7. Mai 2013) Ahmed Mahmoud Ali El-Gizawi (seit 7. Mai 2013)                                                    | Unabhängig ?                 |
| Staatsministerium für Altertümerverwaltung                                                                   | Mohamed Ibrahim Ali Sayyid (bis 7. Mai 2013) Ahmed Eissa (seit 7. Mai 2013)                                                                            | Unabhängig ?                 |
| Ministerium für Kommunikation und Informationstechnologie                                                    | Hani Mahmoud (bis 25. Dezember 2012) Atef Ahmed Helmy Nagib (seit 5. Januar 2013)                                                                      | Unabhängig                   |
| Ministerium für Zivilluftfahrt                                                                               | Samir Imbabi (bis 5. Januar 2013) Wael Amin Muhammad El Maaddawy (seit 5. Januar 2013)                                                                 | Unabhängig                   |
| Ministerium für Kultur                                                                                       | Muhammad Saber Ibrahim Arab (bis 7. Mai 2013) Alaa Abdel-Aziz El-Sayed Abdel-Fattah (seit 7. Mai 2013)                                                 | Unabhängig ?                 |
| Ministerium für Verteidigung                                                                                 | Muhammad Hussein Tantawi (bis 12. August 2012) Abd al-Fattah Said as-Sisi (seit 12. August 2012)                                                       | Militär                      |
| Ministerium für Trinkwasser und sanitäre Anlagen                                                             | Abdel-Qawi Ahmed Mukhtar Khalifa | Unabhängig                   |
| Ministerium für Erziehung und Bildung                                                                        | Ibrahim Ahmed Ghonim Daif | Unabhängig                   |
| Ministerium für Elektrizität und Energie                                                                     | Mahmoud Balbaa (bis 5. Januar 2013) Ahmed Mustafa Imam Shabaan (seit 5. Januar 2013)                                                                   | Unabhängig                   |
| Staatsministerium für Umweltangelegenheiten                                                                  | Khaled Abdel Aziz (bis 5. Januar 2013) Khaled Mohamed Fahmi Abdel-Aal (seit 5. Januar 2013)                                                            | Unabhängig                   |
| Finanzministerium                                                                                            | Momtaz el-Said (bis 5. Januar 2013) El-Morsi El-Sayed Ahmed Hegazy (5. Januar bis 7. Mai 2013) Fayad Abdel-Moneim Hassanein Ibrahim (seit 7. Mai 2013) | Unabhängig ?                 |
| Ministerium für Auswärtige Angelegenheiten                                                                   | Mohamed Kamel Ali Amr | Unabhängig                   |
| Ministerium für Gesundheit                                                                                   | Mohamed Mostafa Mohamed Ahmed Hamed | Unabhängig                   |
| Ministerium für höhere Bildung                                                                               | Mostafa El-Sayyed Mussad | Unabhängig                   |
| Ministerium für Behausung und Wohnungsbau                                                                    | Tarek Wafiq Muhammad | FGP                          |
| Ministerium für Propaganda                                                                                   | Mutwalli Salah Abdel-Maqsood Mutwalli | Unabhängig                   |
| Innenministerium                                                                                             | Ahmed Gamal El-Din (bis 5. Januar 2013) Mohamed Ahmad Ibrahim Muhammad Mustafa (seit 5. Januar 2013)                                                   | Militär Ägyptische Polizei   |
| Ministerium für Versicherungen und soziale Angelegenheiten                                                   | Nagwa Husain Ahmed Khalil | Unabhängig                   |
| Ministerium für Investitionen                                                                                | Osama Abdel-Monem Mahmud Saleh (bis 7. Mai 2013) Yehia Hamed Abdel-Samie Hamed (seit 7. Mai 2013)                                                      | Unabhängig ?                 |
| Justizministerium                                                                                            | Ahmed Mahmud Muhammad Mekki (bis 7. Mai 2013) Mohamed Ahmed Soliman (seit 7. Mai 2013)                                                                 | Unabhängig ?                 |
| Staatsministerium für örtliche Entwicklung                                                                   | Ahmed Zaki Abdeen (bis 5. Januar 2013) Mohammed Ali Mohammed Ismail Beshr (seit 5. Januar 2013)                                                        | Unabhängig FGP               |
| Ministerium für Arbeitskräfte und Einwanderung                                                               | Khaled Mahmud Muhammad Hamed El-Azhari | FGP                          |
| Staatsministerium für Militärproduktion                                                                      | Ali Ibrahim Sabry (bis ?) Reda Muhammad Hafez (seit ?)                                                                                                 | Unabhängig Militär           |
| Staatsministerium für Parlamentsangelegenheiten                                                              | Mohamed Mahsub (bis 27. Dezember 2012) Omar Mohamed Mohamed Salem (5. Januar bis 7. Mai 2013) Hatem Abdallah Bagato (seit 7. Mai 2013)                 | al-Wasat-Partei Unabhängig ? |
| Ministerium für Erdöl und Bodenschätze                                                                       | Osama Muhammad Kamal Abdel-Hamid (bis 7. Mai 2013) Sherif Hassan Ramadan Hadarra (seit 7. Mai 2013)                                                    | Unabhängig ?                 |
| Ministerium für Planung und internationale Zusammenarbeit                                                    | Ashraf El-Sayyed El-Araby Abdel-Fattah (bis 7. Mai 2013) Ahmed Mohamed Amr Darrag (seit 7. Mai 2013)                                                   | Unabhängig ?                 |
| Ministerium für Stiftungen nach islamischem Recht                                                            | Osama El-Abd (bis ?) Talat Muhammad Afifi Salem (seit ?)                                                                                               | Unabhängig                   |
| Ministerium für wissenschaftliche Forschung                                                                  | Nadia Eskandar Zkhary | Unabhängig                   |
| Staatsministerium für Sport                                                                                  | El-Amry Faruk Muhammad Abdel-Hamid | Unabhängig                   |
| Ministerium für Versorgung und Binnenhandel (vormals Ministerium für Versorgung und soziale Angelegenheiten) | Mohamed Abou-Zeid (bis 5. Januar 2013) Bassem Kamal Muhammad Ouda (seit 5. Januar 2013)                                                                | Unabhängig FGP               |
| Fremdenverkehrsministerium                                                                                   | Muhammad Hisham Abbas Zaezou | Unabhängig                   |
| Ministerium für Industrie und Außenhandel                                                                    | Hatem Abdel-Hamid Mahmud Saleh | Zivilisationspartei          |
| Ministerium für Transport                                                                                    | Mohamed Raschad al-Matini (bis 17. November 2012) Hatem Abdel Latif (seit 5. Januar 2013)                                                              | Unabhängig FGP               |
| Ministerium für Wasservorräte und Bewässerung                                                                | Mohamed Bahaa El-Din Ahmed Saad | Unabhängig                   |
| Staatsministerium für Jugend                                                                                 | Osama Yassin Abdel-Wahhab | FGP                          |